# Alice Santini
Alice Santini (Firenze, 16 gennaio 1984) è un'ex pallavolista italiana.

## Carriera
La carriera di Alice Santini inizia nella stagione 1999-00 nella Rinascita Volley Firenze, in Serie B2: dopo un'annata in Serie C con il Sorgane Pallavolo, inizia, nella stagione 2001-02 un sodalizio di cinque annate con il San Casciano, con cui disputa il campionato di Serie B2 e, dalla stagione 2002-03, quello di Serie B1.
Nella stagione 2006-07 fa il suo esordio nella pallavolo professionistica ingaggiata dall'Esperia di Cremona, in Serie A2, categoria dove milita anche nell'annata successiva con il Brunelli di Nocera Umbra.
Nella stagione 2008-09 partecipa per la prima volta alla Serie A1 con il Vicenza Volley, ma già per il campionato successivo è nuovamente in serie cadetta vestendo la maglia del Parma Volley Girls; nella stagione 2010-11 difende i colori del Loreto, club dove rimane per due annate vincendo due Coppe Italia di Serie A2 consecutivamente.
Nella stagione 2012-13 viene ingaggiata dalla Robur Tiboni Urbino, in Serie A1, dove resta per tre annate per poi passare nella stagione 2014-15 all'Imoco di Conegliano, sempre in massima divisione nazionale, con cui vince lo scudetto.
Per il campionato 2016-17 è in Serie A2 con il Pesaro, stessa categoria dove resta nella stagione successiva con la neopromossa Zambelli Orvieto. Nel corso della stagione 2018-19 si accasa al Lecco Picco in Serie B1, annunciando al termine dell'annata, nell'estate 2019, il ritiro dall'attività agonistica.

## Palmarès

### Club
- Campionato italiano: 1

2015-16
- Coppa Italia di Serie A2: 2

2010-11, 2011-12